# Deutsches Nationaltheater und Staatskapelle Weimar

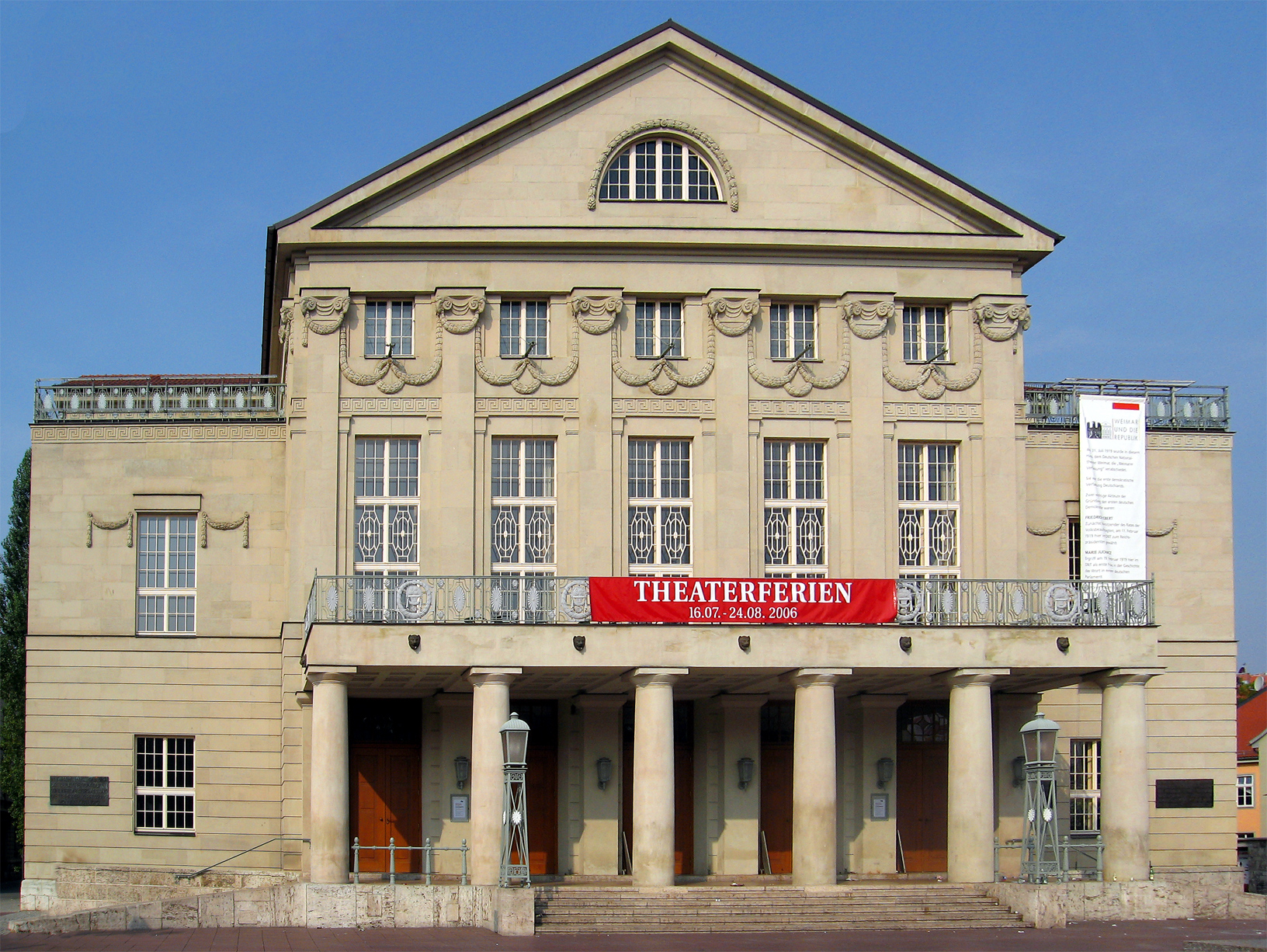
Deutsches Nationaltheater, Großes Haus

Das Deutsche Nationaltheater und die Staatskapelle Weimar (kurz DNT) ist der bedeutendste Bühnenbetrieb Weimars. Die Institution vereint die Sparten Musiktheater und Schauspiel sowie das Orchester Staatskapelle Weimar. Bespielt werden mehrere Bühnen im Stadtgebiet. Alle Sparten des Theaters und des Orchesters geben außerdem unregelmäßige Gastspiele und haben darüber hinaus Auftritte in den elektronischen Medien. Gesellschafter der Deutsches Nationaltheater und Staatskapelle Weimar GmbH – Staatstheater Thüringen sind der Freistaat Thüringen und die Stadt Weimar. Seit der Spielzeit 2013/14 ist Hasko Weber Generalintendant des Deutschen Nationaltheaters und der Staatskapelle Weimar. Weber verlässt das Theater zum Ende der Spielzeit 2024/2025.

## Spielstätten

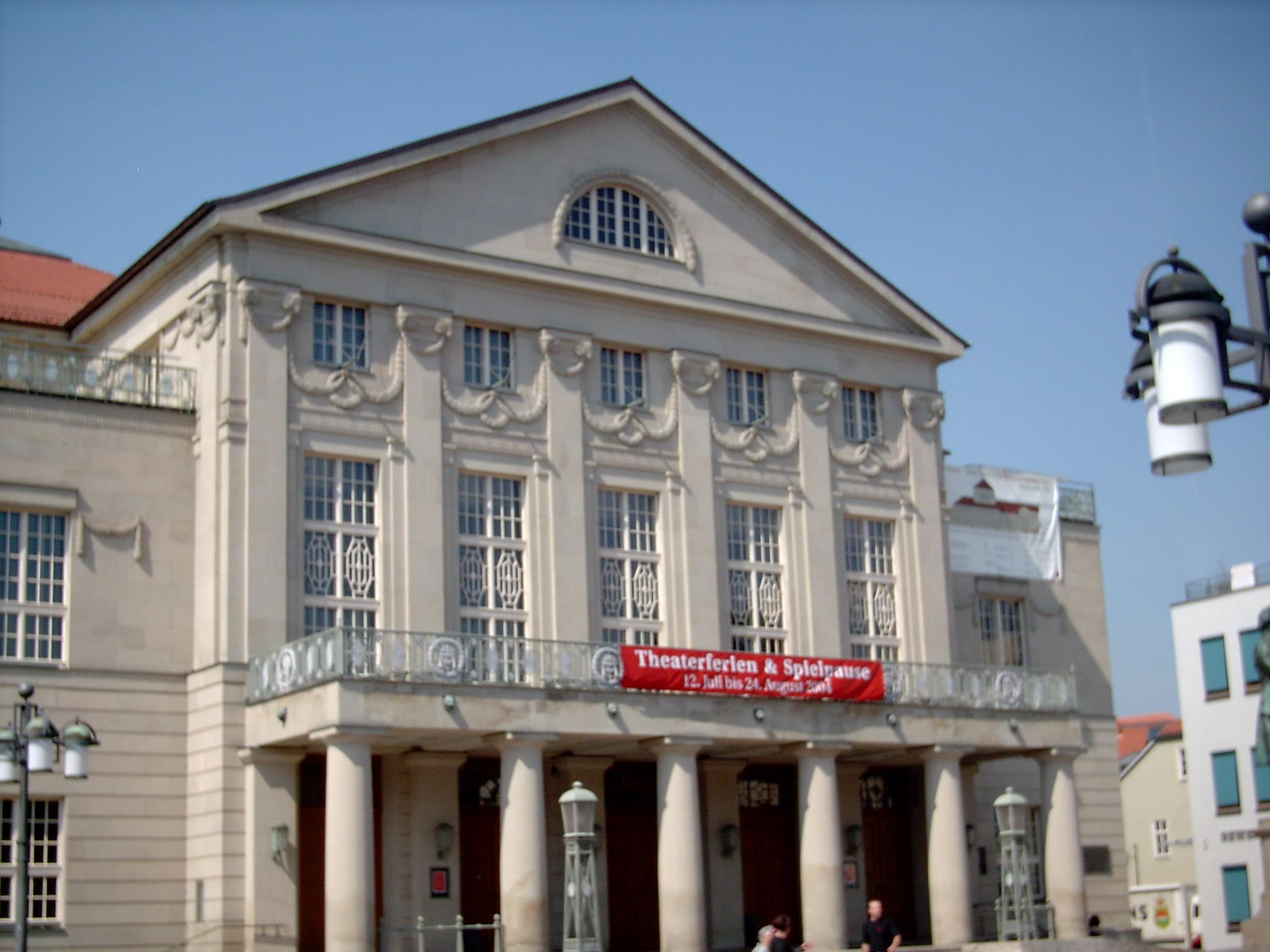
Deutsches Nationaltheater, Großes Haus

- das Große Haus, die Stammbühne am Theaterplatz (alle Sparten) mit 857 Sitzplätzen
- die zwei Nebenspielstätten Foyer (60 bis 120 Sitzplätze) und Studiobühne (87 Sitzplätze) im Haus am Theaterplatz (alle Sparten; „Kleinkunst“)
- die zwei Nebenspielstätten im e-werk weimar (176 bis 199 Sitzplätze im Maschinensaal, bis 87 Sitzplätze im Kesselsaal), einer ehemaligen Industrieanlage (alle Sparten)
- die Redoute, das ehemalige Haus der Offiziere, im Norden der Stadt[3] (Sitzplätze aktuell 180; alle Sparten)
- das congresscentrum weimarhalle (Konzerte der Staatskapelle Weimar)
- das Open-Air-Sommertheater am e-werk weimar (temporärer Spielort mit 750 Plätzen, in der Regel Juni/Juli; Schauspiel, Musiktheater)

## Deutsches Nationaltheater

### Überblick
Das Haus bietet die drei Sparten Schauspiel, Musiktheater und Konzerte. Durch Gastspiele und Kooperationsprojekte (u. a. mit dem Ballett Eisenach oder dem Tanztheater Erfurt) beinhaltet das Programm auch Tanztheater. Seit 2014 gehört zudem das Kunstfest Weimar zum Deutschen Nationaltheater Weimar.

### Geschichte des Deutschen Nationaltheaters

#### Weimarer Hoftheater

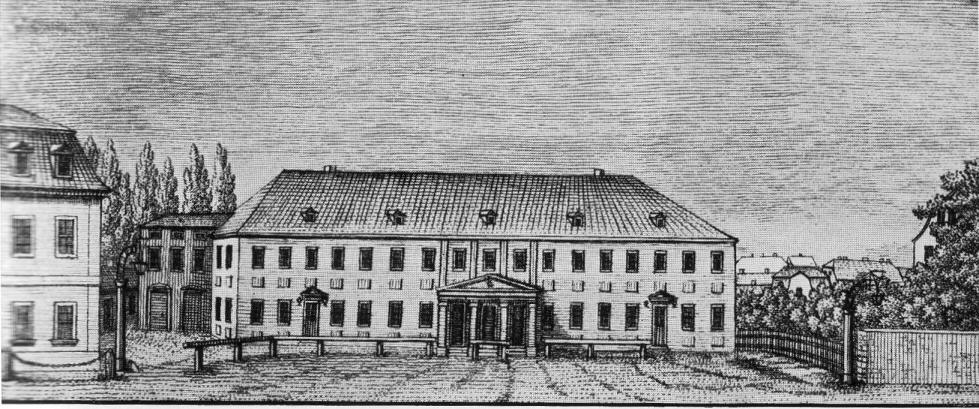
Das alte Hoftheater um 1800

In Weimar wurde schon lange vor dem Bau des heutigen Stammhauses Theater gespielt. Dabei handelte es sich vor allem um ziehende Komödianten, die den Weimarer Hof unterhalten sollten. Die ersten ständig bespielten Stätten wurden durch die kunstliebende Herzogin Anna Amalia, der Gemahlin des Herzogs Ernst August II. Konstantin von Sachsen-Weimar-Eisenach, eingerichtet. Bereits 1771 hatte Anna Amalia die Seylersche Schauspiel-Gesellschaft mit mehreren prominenten Schauspielern und Dramatikern, darunter Konrad Ekhof, an ihren Hof eingeladen. Die Seylersche Schauspiel-Gesellschaft galt als „die beste Schauspielgesellschaft, welche in jener Zeit [1769–1779] in Deutschland existierte“. Nach dem Schloßbrand im Jahr 1774 musste die Truppe Anna Amalias Hof verlassen.
Ab 1776 wurden wieder Lustspiele, deutsche Singspiele, französisches Schauspiel sowie Opern im Liebhabertheater aufgeführt. Die Mitglieder des Liebhabertheaters waren adlige und bürgerliche Laien, Angehörige des Hofes, Hofdamen und Sänger, aber auch Beamte und Minister. Die Spielstätten waren auch in dieser Gründungsphase nicht auf eine einzige Bühne beschränkt. Das Redoutenhaus, ein Gebäude in der heutigen Schillerstraße 18 (Café Sperling), nicht zu verwechseln mit der heutigen Redoute, einem Probenraum des Theaters in der Ettersburger Straße, wurde ebenso bespielt wie die Schloss- und Naturbühnen von Ettersburg und Tiefurt. Schon damals war künstlerische Qualität ein Kriterium: 1779, vier Jahre nachdem Johann Wolfgang Goethe seinen Wohnsitz in Weimar genommen hatte, wurde beispielsweise die Prosafassung von Iphigenie auf Tauris im Park von Tiefurt uraufgeführt, für die mit Corona Schröter in der Hauptrolle die erste Weimarer Berufskünstlerin verpflichtet wurde.
1791 beschloss Herzog Carl August die Gründung des Weimarer Hoftheaters im Komödienhaus, das 1779 am heutigen Standort des Theaters von Anton Georg Hauptmann errichtet worden war. Die Leitung bekam Goethe übertragen. Er eröffnete es am 7. Mai 1791 mit Ifflands Schauspiel Die Jäger. Iffland war damals einer der am häufigsten gespielten deutschen Theaterautoren.
Das Repertoire des Weimarer Theaters unterschied sich nur wenig von dem anderer Bühnen in jener Zeit – die Unterschiede lagen woanders: Goethe ermöglichte es den Autoren, auf die Inszenierungen ihrer Werke entscheidenden Einfluss zu nehmen, wodurch eine hohe Übereinstimmung zwischen dramaturgischen Absichten und schauspielerischen Darbietungen erreicht wurde. Außerdem sorgte Goethe dafür, dass sich ein festes Schauspielensemble formieren konnte, das mit seinem elaborierten Darstellungsstil nach Goethes Regeln für Schauspieler (1803) den Anforderungen der klassischen Dramen entsprach. Der ehemals anrüchige Ruf der Schauspielkunst wich einer hohen Wertschätzung und gesellschaftlichen Anerkennung der Schauspieler als Künstlerpersönlichkeiten. Am 12. Oktober 1798 wurde das Hoftheater nach Umbau mit der Uraufführung von Schillers Wallensteins Lager wieder eröffnet.
Goethes Bemühungen um eine Theaterkultur in Weimar galt aber auch dem Publikum: Sensibilität für Schönheit und die ästhetische Vermittlung humanistischer Ideale bestimmten seine pädagogischen Absichten. Ohne die Vorlieben des Publikums für populäre Stücke wie z. B. die von August Kotzebue zu düpieren, sorgte Goethe für den Spielplan. Unter seiner Intendanz, die bis 1817 währte, wurden 4806 Vorstellungen gegeben. Das sind fast 300 Aufführungen pro Jahr. Wie sehr es Goethe um eine umfassende Theaterkultur ging, wird auch durch sein Engagement für die Gestaltung des Theaterraumes belegt. Äußerlich eher unscheinbar, wurde der Innenraum des Komödienhauses auf Goethes Betreiben in ein „freundliches, glänzendes Feenschlösschen“ (Caroline Schlegel) mit Säulen, Galerien, Balkonen usw. umgewandelt, um dem Publikum ein rundum ästhetisches Theatererlebnis zu bieten.

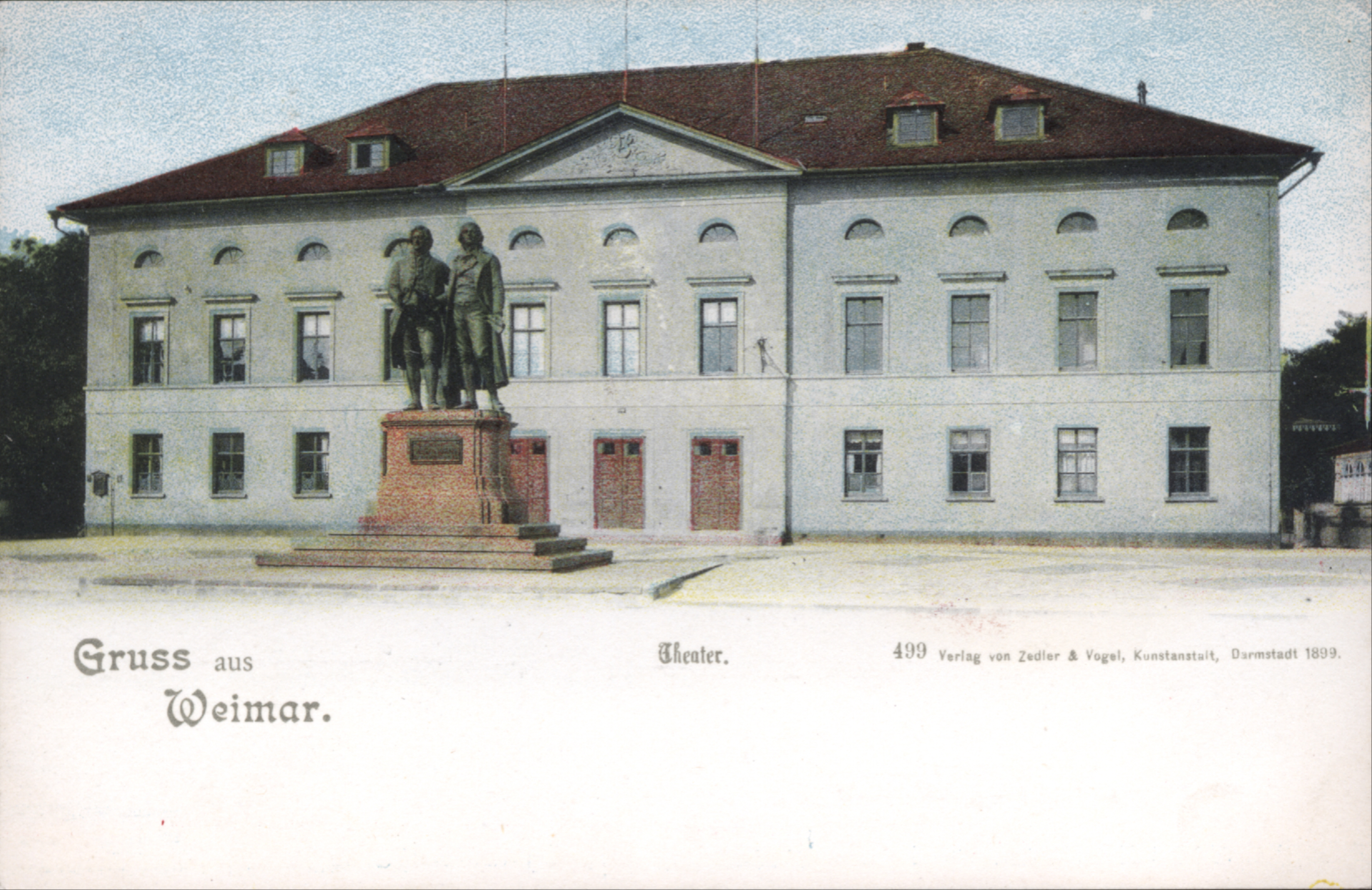
Altes Weimarer Hoftheater mit Ernst Rietschels Goethe- und Schiller-Denkmal (Postkarte von 1899)

Von 1799 bis 1805, dem Todesjahr Schillers, wirkten Goethe und Schiller, der inzwischen von Jena nach Weimar übersiedelt war, gemeinsam an der Weimarer Bühne. Schiller inszenierte seine Stücke selbst: Die Uraufführungen der drei Teile des Wallenstein (1798/1799) begründeten Schillers Ruhm als Dramatiker. Bis auf die Jungfrau von Orleans wurden alle seine späten Dramen in Weimar uraufgeführt, um von hier aus sehr schnell die Bühnen der Welt zu erobern.
Das 1857 eingeweihte Goethe- und Schiller-Denkmal von Ernst Rietschel unmittelbar vor dem Haupteingang der Spielstätte symbolisiert das fruchtbare gemeinsame Wirken der beiden Dichter in Weimar. Es ist ein Wahrzeichen der Stadt geworden. Der Dichter Jean Paul hatte schon 1798, dem Jahr der Uraufführung von Wallensteins Lager, an einen Freund geschrieben: „Gegen das neue Theater (in Weimar) sind die anderen deutschen nur Kulissen“. Nicht nur das Schauspiel erfuhr unter Goethe eine Blütezeit, auch das Musiktheater wurde von ihm gefördert. Vor allem Opern von Mozart begeisterten das Publikum – und unter diesen war die Zauberflöte die Lieblingsoper der Weimarer Bevölkerung, die damals nicht mehr als 6000 Menschen zählte.
1817 gab Goethe nach jahrelangen Streitereien sein Amt als Theaterdirektor auf. Der letzte Auslöser für seinen Rücktritt mutet grotesk an: Karoline Jagemann, eine begabte Schauspielerin, Mätresse des Herzogs und eine Erzfeindin des Dichters und Theaterdirektors, setzte sich mit ihrem Anliegen durch, mit einem dressierten Pudel auf der Bühne erscheinen zu dürfen, was Goethe empörte. Es handelte sich dabei um eine Aufführung von Ignaz Franz Castellis Übersetzung Der Hund des Aubry von Pixérécourts berühmtem Melodram Le chien de Montargis (1814), in dem ein Hund den Mörder seines Herrchens identifiziert. Das Stück galt als Inbegriff der Unterhaltung für ein breites Publikum. Nach Goethes Rücktritt fehlten im Schauspiel überdurchschnittliche und spektakuläre Ereignisse. Hingegen fanden die musikalischen Aufführungen immer mehr Beachtung, weit über Weimar hinaus.
Im März 1825 brannte das Komödienhaus ab. Bereits im September desselben Jahres öffneten sich die Pforten eines neuen Hoftheaters an derselben Stelle.

#### „Ära der Musik“

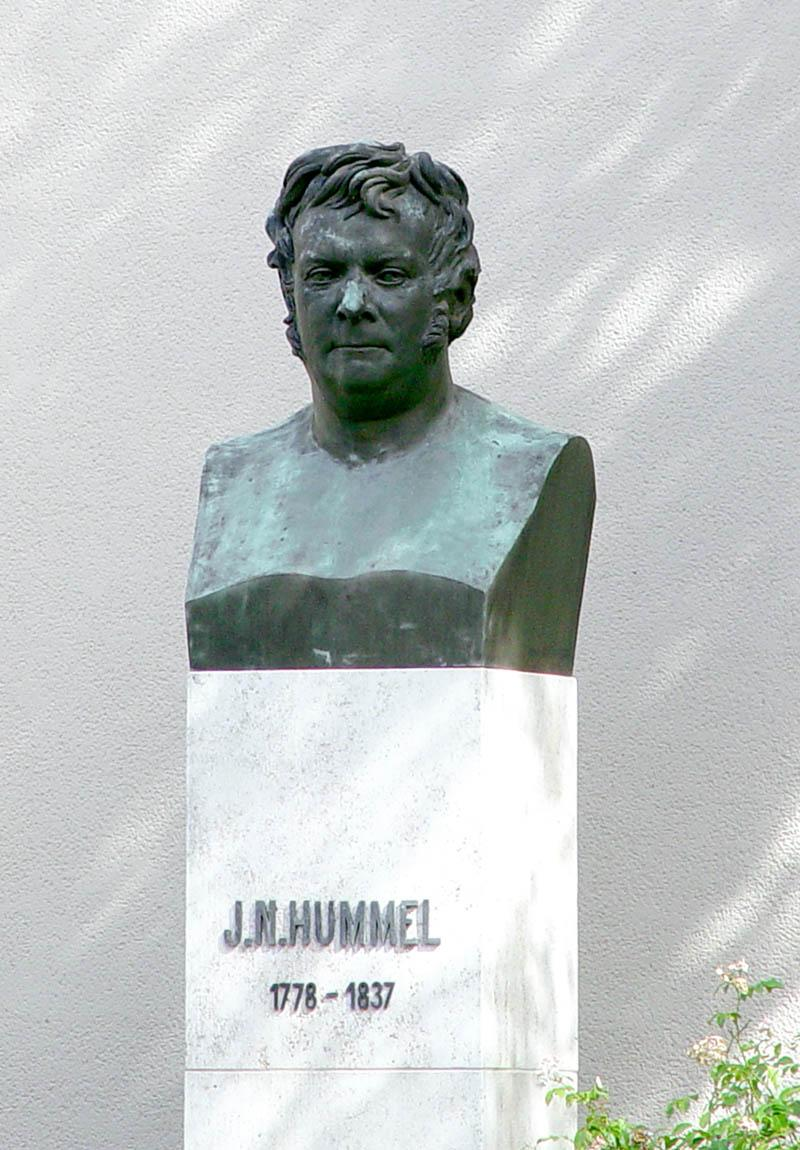
Hummel-Büste hinter dem DNT

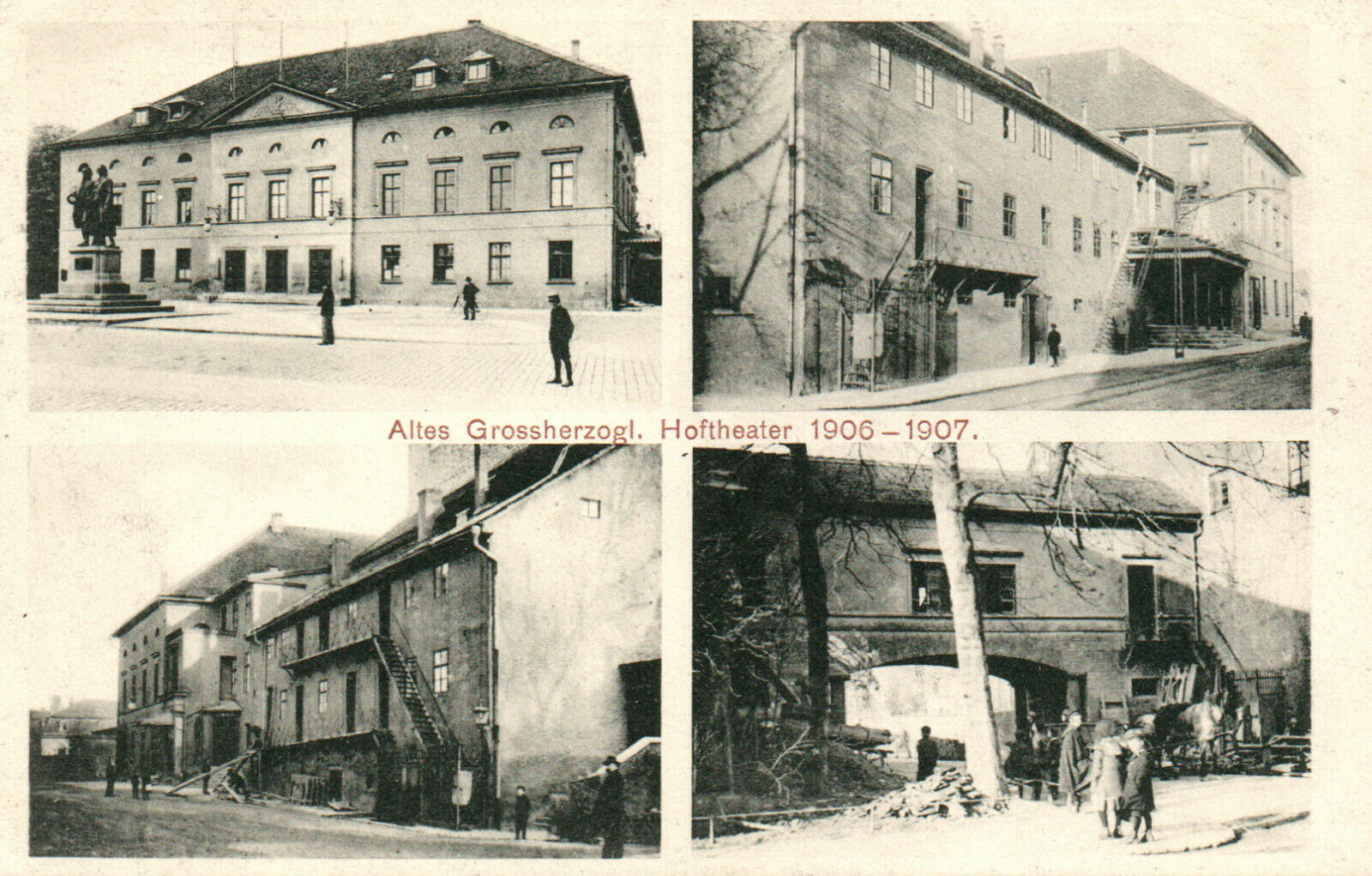
Theatergleis der Straßenbahn am Hoftheater (Bild rechts oben)

Maria Pawlowna, Gemahlin von Großherzog Carl Friedrich, dem Sohn und Nachfolger von Carl August, setzte sich ab 1804 insbesondere für das Musikleben in Weimar ein. Sie berief nach Goethes Rücktritt den europaweit gerühmten Mozartschüler und Klaviervirtuosen Johann Nepomuk Hummel als Kapellmeister nach Weimar, der dieses Amt bis zu seinem Tod 1837 ausübte. Hummel gab Benefizkonzerte für Witwen und Waisen. Die Werke von Mozart, Haydn und Beethoven bestimmten das Konzertprogramm. Einer der musikalischen und gesellschaftlichen Höhepunkte im Weimarer Hoftheater unter Hummels Leitung war ein Konzert des berühmten italienischen Geigenvirtuosen Niccolò Paganini (1829).
Hummel war ein Wegbereiter für das „Silberne Zeitalter der Tonkunst“ in Weimar. Doch erst das Wirken von Franz Liszt, welcher die Hochblüte der literarischen Klassik für die Musik wiederbeleben wollte, begründete den Ruhm Weimars als „Stadt der Musik“. 1842 wurde Liszt Kapellmeister in außerordentlichen Diensten. 1848 entschied er sich ganz für Weimar und übernahm das Amt des Hofkapellmeisters. Er hatte die Absicht, die mit den Namen Goethe und Schiller assoziierte Ära der Literatur durch eine Ära der Musik abzulösen, die mit den Namen Liszt und Wagner verbunden sein sollte. Die Oper Lohengrin des damals steckbrieflich gesuchten Dresdner Kapellmeisters Richard Wagner wurde, dirigiert von Liszt, als Festoper aus Anlass des Geburtstages der Großherzogin am 101. Goethe-Geburtstag 1850 uraufgeführt. Dies war ein Jahr nachdem der Tannhäuser seine Erstaufführung in Weimar erlebt hatte. Auch viele Werke Liszts kamen in Weimar zur Uraufführung.
Für Hector Berlioz, den französischen Komponisten, mit dem ihn besonders die Idee der Programmmusik verband, setzte sich der weltbürgerlich denkende Franz Liszt stark ein. Innerhalb weniger Jahre kamen etliche bedeutende Werke Berlioz’ in Weimar zur Aufführung. 1852 und 1856 veranstaltete Liszt „Berlioz-Wochen“, die Weimar zu einem „neuen geistigen Mittelpunkt für das musikalische Leben Deutschlands“ (Franz Brendel) machten. Am 1. März 1856 wurde z. B. Fausts Verdammnis unter Leitung des Komponisten zum ersten Mal in Weimar konzertant aufgeführt.
1889 wurde Richard Strauss Kapellmeister in Weimar. Hier erlebten seine Tondichtungen Don Juan und Macbeth ihre gefeierten Uraufführungen. Seine Oper Guntram erklang in Weimar 1894 zum ersten Mal. Großen Erfolg erzielte Strauss außerdem 1893 mit der Uraufführung von Humperdincks Märchenoper Hänsel und Gretel. 1907 bis 1920 war Peter Raabe als Weimarer Kapellmeister tätig. Sowohl Strauss als auch Raabe hatten ab den 1930er Jahren die Funktion des Präsidenten der Reichsmusikkammer inne. Letzterer blieb Weimar bis zu seinem dortigen Tod eng verbunden.
1899 erhielt das Hoftheater ein eigenes Gleis der Straßenbahn Weimar für Theaterwagen, welches 1907 mit dem Abbruch des Hoftheaters und mit Zustimmung der Stadt Weimar entfernt wurde.

#### „Mustertheater“

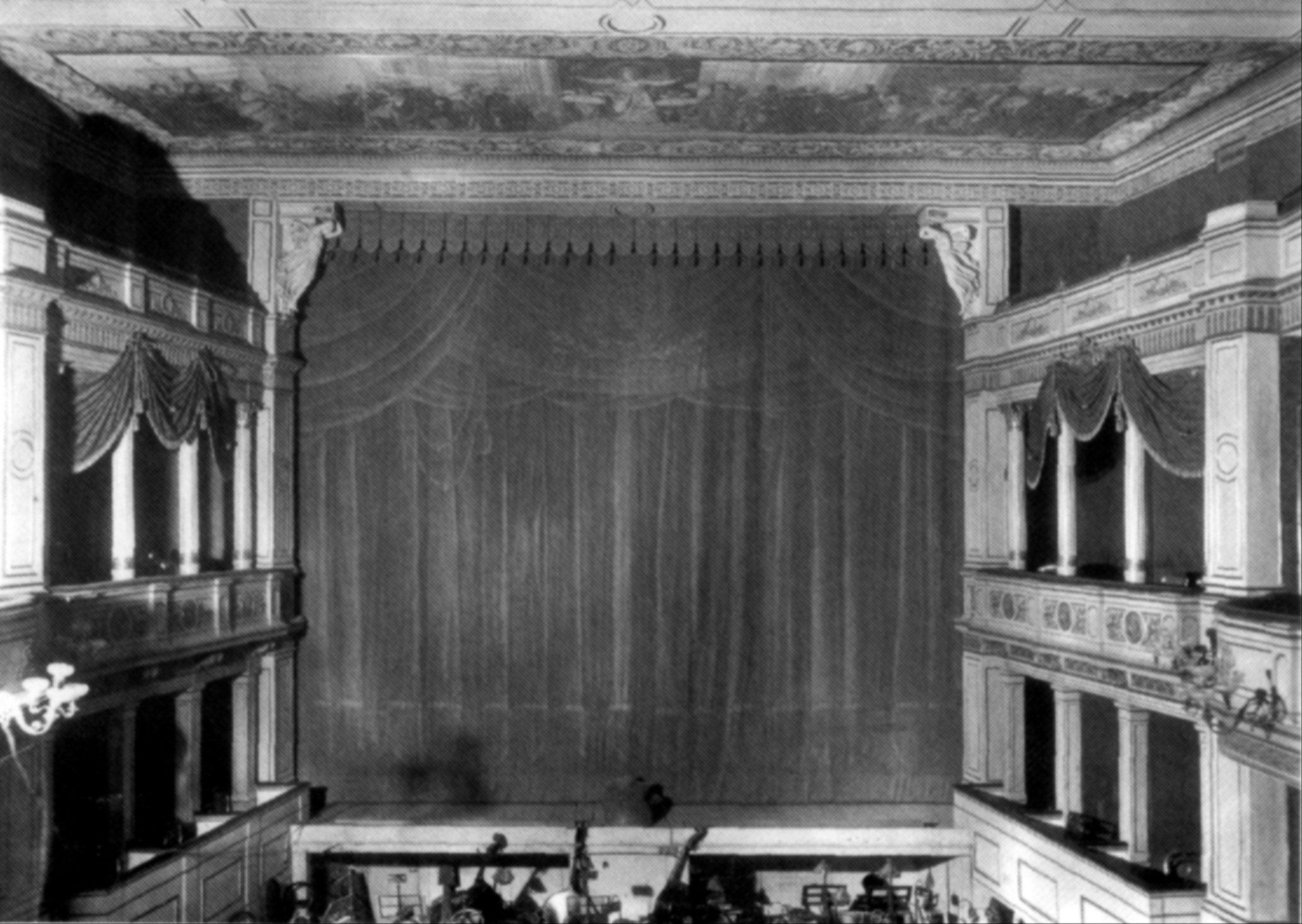
Bühnenportal des Hoftheaters (vor 1907)

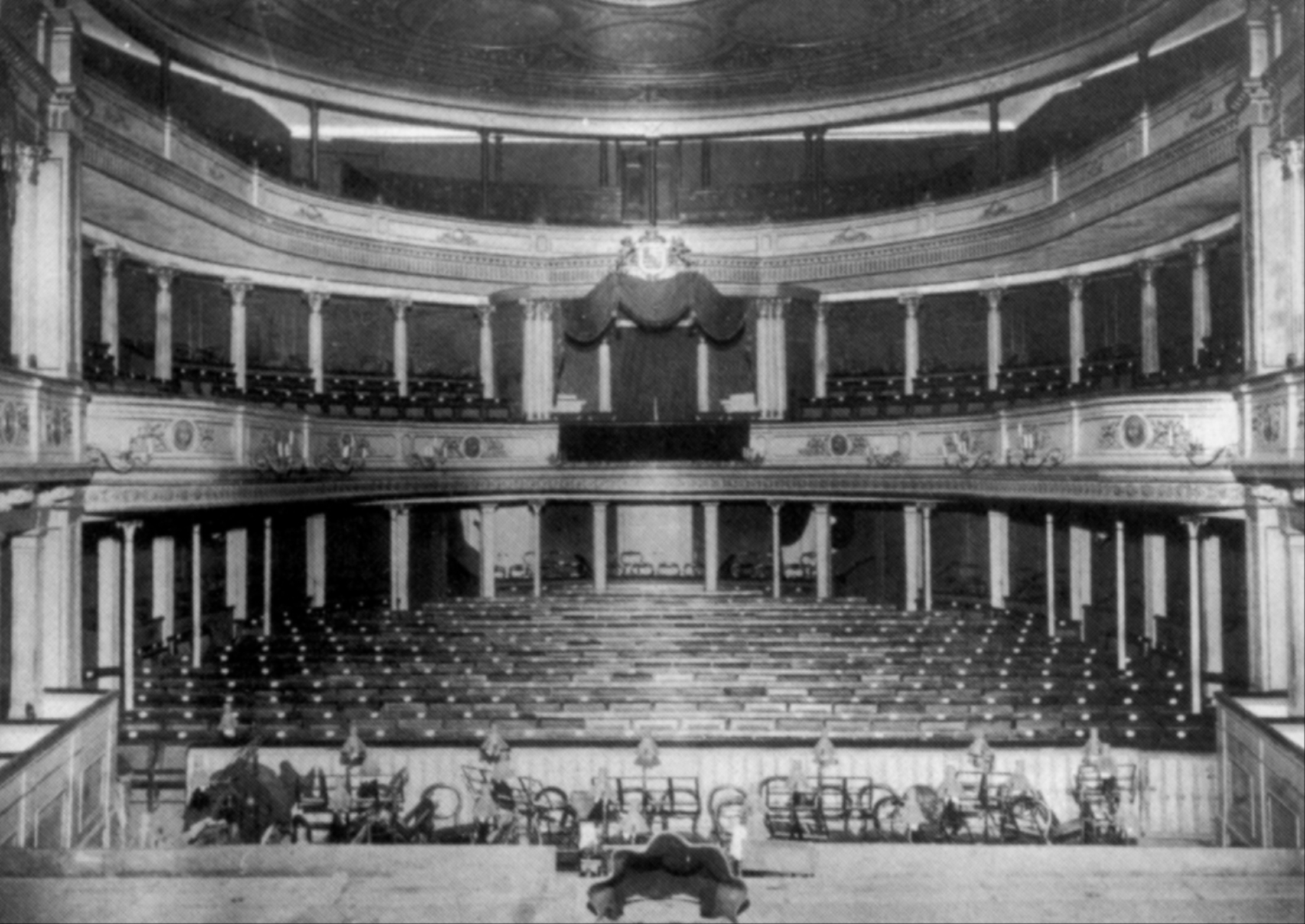
Zuschauerraum des Hoftheaters (vor 1907)

Wenn es in Weimar eine Tradition gibt, dann die, dass hier immer wieder Bruch und Aufbruch initiiert und praktiziert wurde. Die Glückssträhne schien um die Jahrhundertwende erst einmal vorbei zu sein. Denn der nächste Aufbruch, der eine Ära des Theaters hätte einleiten können, scheiterte. Um 1900 wurde Nietzsches Schrift Die Geburt der Tragödie aus dem Geiste der Musik (1878) zur Initialzündung für Überlegungen zu grundlegenden Theaterreformen. Das Theater sollte zukünftig „aus dem Geist der Musik“ ein „Fest des Lebens“ schaffen. Der Traum vom Gesamtkunstwerk bildete die Leitidee für ein „Festspiel“ auf der Bühne. Festspielprojekte nach dem Bayreuther Vorbild sollten die Gewähr für eine nationale Erneuerung des Theaters werden. Von Harry Graf Kessler und Henry van de Velde stammten Pläne für ein Mustertheater als avantgardistische Alternative zum Hoftheater.
Als Weimarer Festspiele konzipiert, sollten die besten deutschen Schauspieler in den drei Sommermonaten klassische und moderne Stücke aufführen. Weimar sollte ein „Bayreuth für dramatische Literatur“ werden. Der damalige Intendant des Hoftheaters Hippolyt von Vignau vereitelte mit Unterstützung konservativer Kräfte diesen Plan und scheute auch nicht davor zurück, öffentlich die jüdische Abstammung des Mustertheater-Verteidigers als Argument gegen das Projekt ins Feld zu führen.

### Neues Theatergebäude
Da das Gebäude den Anforderungen nicht mehr genügte – sowohl was Größe als auch Bausubstanz anbetraf – wurde 1907 der Münchener Architekt Max Littmann damit beauftragt, ein neues Theatergebäude zu entwerfen. Der neoklassizistische Bau, dessen Fassade sich bis heute erhalten hat, entsprach den Vorstellungen von einem repräsentativen Theaterbau. Das Theater wurde auch mit einer Orgel ausgestattet, die von der Firma E. F. Walcker & Cie. geliefert wurde und über zwei Manuale, Pedal und 19 Register verfügte. Das Instrument stand auf dem Dachboden 15 Meter über dem Parkett in einem Schwellkasten mit zwei Jalousiewänden, die eine öffnete zum Zuschauerraum, die andere zur Bühne.
Die Einweihung des neuen Hoftheaters wurde am 11. Januar 1908 als feierlicher Staatsakt zelebriert, bei dem Kaiser Wilhelm II. und 70 Intendanten anderer Theater anwesend waren. Die Baukosten betrugen rund zwei Millionen Mark. Das Entwurfsmodell befindet sich im Deutschen Theatermuseum München, unter der Inventarnummer F 2269. Das alte Theater wurde am 17. Februar 1907 mit der Aufführung der Iphigenie auf Tauris geschlossen und anschließend abgebrochen.

#### Theater als politische Bühne

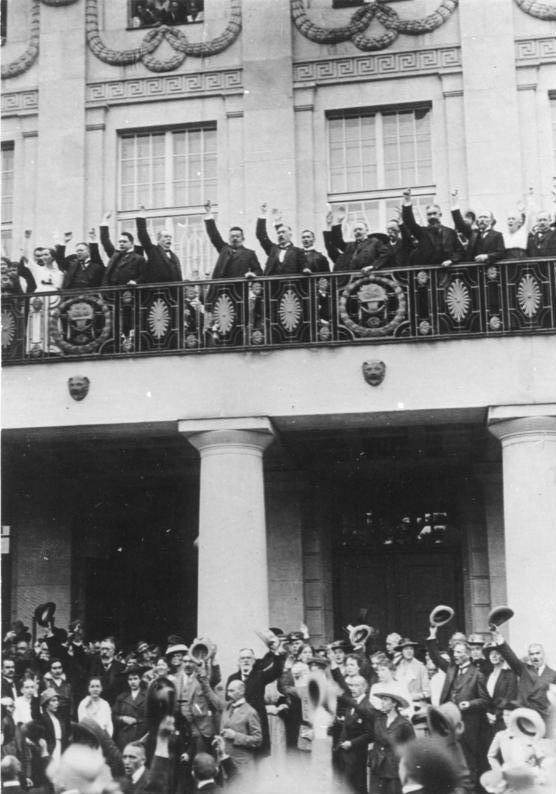
Nach der Vereidigung des Reichspräsidenten Friedrich Ebert (21. August 1919)

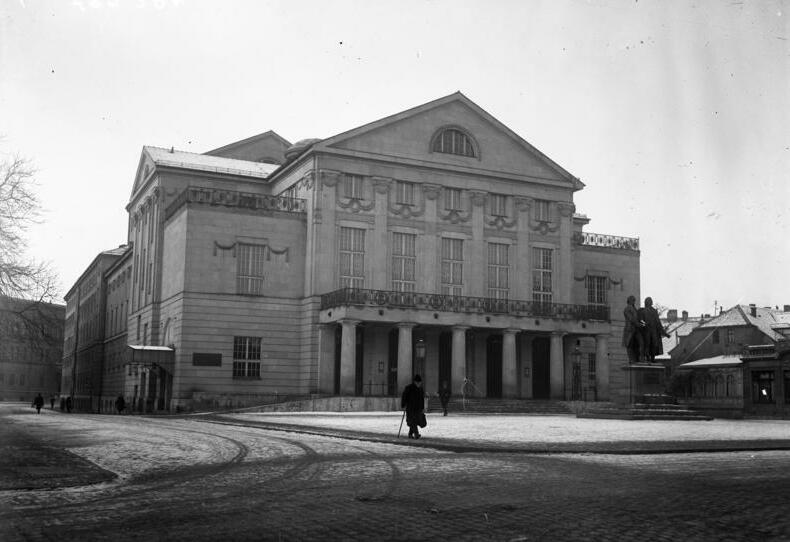
Nationaltheater Weimar (1923)

Künstlerisch machte das Hoftheater unter der Intendanz von Carl von Schirach (1909–1918), der auf einen klassisch orientierten Spielplan setzte, wenig von sich reden. Gleichwohl wurde es zu einer Kultstätte des konservativen Bildungsbürgertums. Am 9. November 1918, anlässlich der 100. Aufführung der Maria Stuart und des Tages der Ausrufung der Republik in Deutschland kam es zu einem Skandal: Die Vorstellung wurde abgebrochen, als die Zuschauer skandierten: „Nieder mit der monarchistischen Theaterei! Jetzt machen wir Theater!“. Mit der Novemberrevolution und der folgenden Abdankung des Großherzogs Wilhelm Ernst entwickelte sich das Weimarer Theater zu einer Schaubühne politischer Selbstinszenierungen. Schirach wurde von der provisorischen Landesregierung des Freistaates Sachsen-Weimar-Eisenach abgesetzt, das Hoftheater in Landestheater umbenannt, und die Hofkapelle hieß nun Weimarische Staatskapelle. Am 1. Januar 1919 wurde der Schriftsteller Ernst Hardt zum neuen Intendanten berufen. Am 19. Januar, dem Tag der Wahlen zur verfassunggebenden deutschen Nationalversammlung, verkündete Hardt die erneute Umbenennung des Theaters, das fortan Deutsches Nationaltheater Weimar heißen sollte.
Vom 6. Februar bis 11. August 1919 tagte die Nationalversammlung im Theater, um die Reichsverfassung zu verabschieden. Mit der Wahl des Ortes sollte der „Geist von Weimar“ für die junge Republik reklamiert werden. Für Republikanhänger und -gegner wurde das Theater zu einer Stätte symbolischer Politik und realer Auseinandersetzungen. Mit Duldung der konservativen thüringischen Landesregierungen veranstalteten hier die Nationalsozialisten seit 1924 Parteiversammlungen, 1926 wurde im Theater der erste Reichsparteitag der NSDAP nach Aufhebung des Verbotes abgehalten. Ernst Hardt verließ das Theater 1924, nachdem es von völkisch-nationaler Seite heftige und diffamierende Proteste gegen seine Aufführungen, die den Ideen des Mustertheaters verpflichtet waren, gegeben hatte. Arthur Schnitzlers Reigen und Oskar Schlemmers Triadisches Ballett erzürnten die „anständigen Deutschen“. Bis zum Weggang Hardts und der Vertreibung des Bauhauses nach Dessau entstand zwischen dem Theater und dem Bauhaus eine fruchtbare Zusammenarbeit, bei der es um eine Erneuerung nationaler Kultur mit vereinten avantgardistischen Kräften ging.
Auch der Nachfolger Hardts, Franz Ulbrich, versuchte zunächst noch, trotz Zensurdrohungen und Forderungen nach „Säuberungen“ des Weimarer Theaterspielplans, Gegenwartsautoren wie Ernst Toller, Carl Sternheim u. a. weiter zu spielen. Er ging jedoch zunehmend Kompromisse mit den Nationalsozialisten ein, die ab 1930 an der Landesregierung beteiligt waren und ein „judenfreies“ Theater forderten. 1933 übernahm mit Ernst Nobbe ein NSDAP-Parteimitglied die Intendanz. 1936 folgte Hans Severus Ziegler, der sich bereits in den 1920er Jahren für eine staatliche Zensurstelle eingesetzt hatte. In der Zeit der NS-Herrschaft wurde hauptsächlich ein klassisches Repertoire gespielt, wobei vor allem die Dramatik Schillers in eine nationalsozialistische Perspektive gerückt wurde. Der Anspruch, eine nationale Bühne der Zukunft zu sein, fiel der ideologischen Vereinnahmung durch die Nationalsozialisten anheim. Das Theater spielte zur Unterhaltung der SS-Leute im Casino des KZ Buchenwald. Während Franz Lehárs Das Land des Lächelns im Großen Haus beklatscht wurde, war der Librettist dieser Erfolgsoperette, Fritz Löhner-Beda, Häftling im nur wenige Kilometer entfernten Konzentrationslager Buchenwald.
Im Herbst 1944 wurde das Theater geschlossen und zu einer Rüstungsfabrik der Firma Siemens und Halske umfunktioniert. Amerikanische Spreng- und Brandbomben legten, im Rahmen der Luftangriffe auf Weimar, am 9. Februar 1945 das Theater bis auf die Fassade in Schutt und Asche. Das Weimarer Theater wurde bezeichnenderweise als erstes deutsches Theater nach dem Krieg wiederaufgebaut und im August 1948 mit Faust I in der Inszenierung des neuen Generalintendanten Hans-Robert Bortfeldt (1948–1950) neu eröffnet. Zuvor arbeitete und spielte das erste Nachkriegsensemble des Nationaltheaters in der Weimarhalle als provisorische Spielstätte. Zum 200. Geburtstag Goethes am 28. August 1949 hielt der zum Ehrenbürger Weimars ernannte Thomas Mann seine berühmt gewordene Ansprache an die Deutschen.

#### Vom sozialistischen Gesellschaftstheater bis zur Gegenwart
Zu DDR-Zeiten sollte das Weimarer Theater und insbesondere das Schauspiel „von der sozialistischen Gesellschaftspraxis als dem geistigen Maßstab der Menschheitsentwicklung“ Zeugnis ablegen. In den fünfziger Jahren wurde unter der Generalintendanz von Karl Kayser, 1950–1958, zunächst sowjetischen Revolutionsdramen Vorrang auf den Spielplänen eingeräumt, für die durch eine systematische Werbung mit großem Erfolg Besucher aus der Arbeiterklasse und der Bauernschaft gewonnen wurden. Aus allen Teilen Thüringens kamen Besuchergruppen per Bus und Bahn zum Theater – wie es auch schon in der Vorkriegszeit üblich gewesen war. Auch die Klassiker-Literatur wurde gegen Ende von Kaysers Amtszeit wieder häufiger auf den Spielplan gesetzt. Besonders Schiller genoss hohe Wertschätzung. Zu seinem 200. Geburtstag wurden die Schiller-Festspiele der deutschen Jugend am Nationaltheater veranstaltet – die danach als Festspiele der FDJ jährlich weitergeführt wurden.
Allerdings gab es schon damals harsche Kritik an der agitatorischen und plakativen Interpretation der Klassiker, wie sie von Kayser zur Umsetzung der Beschlüsse der SED forciert und kulturpolitisch legitimiert wurde. Unter den Intendanten Otto Lang (1958–1973) und Gert Beinemann (1973–1987) standen Werke von DDR-Komponisten und -Autoren (z. B. Ottmar Gerster, Johannes R. Becher, Fritz Geißler (Das Chagrinleder, 1981), Bertolt Brecht, Volker Braun, Peter Hacks), aber auch Werke von Max Frisch (Biedermann und die Brandstifter, 1965) und Friedrich Dürrenmatt (Der Besuch der alten Dame 1978) auf dem Programm. Das Deutsche Nationaltheater Weimar blieb während der gesamten DDR-Zeit eine Stätte bedeutsamer Klassiker-Inszenierungen – Goethe, Schiller, Shakespeare – die häufig aus Anlass von Dichterjubiläen, Tagungen der in Weimar wirkenden literarischen Gesellschaften oder auch politischen Jahrestagen ihre Premiere hatten. Bemerkenswert war die hohe Zahl von Ur- und deutschen Erstaufführungen (vielfach Werke von osteuropäischen Autoren) sowohl im Schauspiel als auch im Musiktheater. Am 25. Oktober 1990 fand die konstituierende Sitzung des Thüringer Landtags im Nationaltheater statt. Eröffnet wurde diese durch die Ouvertüre zu Egmont von Ludwig van Beethoven, gespielt von der Staatskapelle.
Mit Harry Kupfer (1966–1973) und seinem Nachfolger Ehrhard Warneke (1973–1999) hatte das Deutsche Nationaltheater zwei außerordentlich erfolgreiche Operndirektoren vorzuweisen. Sie erwarben sich besonders für ihr Engagement um das zeitgenössische Musiktheater internationale Anerkennung. Im Schauspiel sind vor allem die drei Gesamtinszenierungen beider Teile des Faust durch den seit 1960 am Haus wirkenden Regisseur Fritz Bennewitz hervorzuheben, der außerdem mit seinen Brecht-Inszenierungen für internationale Aufmerksamkeit sorgte. Dem Generalintendanten Fritz Wendrich (1987–1994) folgte Günther Beelitz (1994–2000). Unter seiner Generalintendanz wurde das klassische Ballett, vorher vertreten u. a. von den Chefchoreographen und Palucca-Schülern Ruth Wolf (1962–1986) und zuletzt (1986–1994) Udo Wandtke durch zeitgenössisches Tanztheater (Chefchoreographen: 1994–1996 Joachim Schlömer und 1996–2000 der Brasilianer Ismael Ivo) abgelöst. Ab der Spielzeit 2000/2001 wurde das Tanztheater als Gastspielprogramm in der Verantwortung von Francesca Spinazzi (2001–2007) und 2010–2013 von Estefania Miranda präsentiert. Generalintendant des Deutschen Nationaltheaters und der Staatskapelle Weimar war 2000–2012 Stephan Märki. 2000–2008 waren Michael Schulz, 2008–13 dann Karsten Wiegand Operndirektoren.
Im August 2013 übernahm Hasko Weber, vom Staatstheater Stuttgart kommend, die Generalintendanz; mit dem Dramaturgen Hans-Georg Wegner als Operndirektor (2013–2021), der ab der Spielzeit 2021/22 als Generalintendant ans Mecklenburgische Staatstheater Schwerin wechselte. Seit 2021 ist Andrea Moses Operndirektorin und Hausregisseurin am DNT Weimar. Sie gründete hier gemeinsam mit Michael Höppner das Festival für aktuelles Musiktheater «Passion :SPIEL». Die Ausrichtung des Musiktheaters gestaltet seit der Spielzeit 2020/21 als Chefdirigent Musiktheater und seit der Spielzeit 2023/24 als Musikdirektor des Deutschen Nationaltheaters und der Staatskapelle Weimar Dominik Beykirch mit, der hier seit 2015 bereits als 2. Kapellmeister, ab 2018 als 1. Koordinierter Kapellmeister wirkte.
Eine geplante Fusion mit dem Theater Erfurt, welche die Abschaffung der eigenständigen Sparten Musiktheater und Schauspiel bedeutet hätte, konnte im Jahr 2002 mit Unterstützung der Weimarer Bürger verhindert werden. Mit dem Übergang in eine gemeinnützige GmbH und den als Weimarer Modell vollzogenen Strukturreformen gelang es, die Eigenständigkeit des Hauses als Drei-Sparten-Theater zu bewahren und es wirtschaftlich und strukturell zu konsolidieren. Ein weiterer Schritt zur Zukunftssicherung des Hauses war die Entscheidung, DNT und Staatskapelle zum 1. Januar 2008 zum Staatstheater Thüringen zu machen.
Das Deutsche Nationaltheater und die Staatskapelle Weimar werden weit über die Region hinaus wahrgenommen. Dazu tragen auch Uraufführungen, darunter Siegfried Matthus’ Die unendliche Geschichte (2005), Ludger Vollmers The Circle (2019) und zuletzt missing in cantu - eure paläste sind leer von Johannes Maria Staud und Thomas Köck (2023), Großprojekte wie die Inszenierung des kompletten Ring des Nibelungen (Regie: Michael Schulz) oder die Wiederentdeckung von Paul Dessaus Oper Lanzelot (2019, musikalische Leitung: Dominik Beykirch, Regie: Peter Konwitschny) sowie nationale wie internationale Koproduktionen bei. Einladungen zu Theaterfestivals (u. a. Theatertreffen Berlin, radikal jung am Volkstheater München), Nominierungen und Preise (u. a. Oper! Award „Beste Wiederentdeckung“ für Dessaus Lanzelot, 2020; Preis der Deutschen Theaterverlage für die Musiktheater-Sparte, 2024; Weltenbauer Award der Deutschen Theatertechnischen Gesellschaft (DTHG), siehe auch unter Staatskapelle Weimar, für das Bühnenbild von Der Meister und Margarita) zeugen zudem von der gewachsenen künstlerischen Stellung des Hauses und des Orchesters.
Der Spielplan des Deutschen Nationaltheaters und der Staatskapelle Weimar spannt den Bogen in Schauspiel, Musiktheater und Konzert vom klassischen Kanon bis in die Gegenwart. Durch Gastspiele international renommierter Compagnien und Choreographen sowie Kooperationsprojekte mit Ensembles wie dem Ballett Eisenach und dem Tanztheater Erfurt gehört nach wie vor auch Tanz zum Repertoire. Zudem wird in sozialpolitisch bzw. geschichtlich motivierten Projekten immer wieder der Dialog mit der Stadt gesucht und in verschiedenen Formaten Raum für den Diskurs aktueller gesellschaftlicher Themen geboten. Ein Programm von Kinderopern über Jugendstücke bis zu Konzertformaten für alle Altersstufen sowie ein theater- und konzertpädagogisches Angebot lädt Kinder und Jugendliche ein, die Welt des Theaters und der Musik zu entdecken.
Hinzu kommt das die verschiedensten Genres und Sparten umfassende Programm des Kunstfests Weimar, das jährlich Ende August / Anfang September an unterschiedlichsten Spielorten in Weimar und Thüringen Eigenproduktionen, Projekte und nationale wie internationale Gastspiele, darunter auch Ur- und Erstaufführungen präsentiert. Im Nationaltheater findet 2024 der Auftakt des jüdisch-interkulturellen Festivals Achava statt, mit dem zugleich das Kunstfest Weimar endet.
Der historische Notenbestand des Deutschen Nationaltheaters (18.–20. Jh.) befindet sich im Thüringischen Landesmusikarchiv in Weimar.

## Staatskapelle Weimar
Die Staatskapelle Weimar ist das einzige A-Orchester Thüringens (nach der im Tarifsystem der deutschen Kulturorchester für ein Orchester dieser Planstellenzahl vorgesehenen tariflichen Eingruppierung).

### Geschichte und Gegenwart der Staatskapelle Weimar
Die Staatskapelle und die Klassikerstadt Weimar sind eine historisch gewachsene Verbindung.
Die Staatskapelle Weimar (zeitweise war auch die Bezeichnung Weimarische Staatskapelle üblich) ist eines der traditionsreichsten und ältesten Orchester der Welt. Kurfürst Friedrich III. gründete 1491 eine Hofkapelle, deren Fortbestand im Verlauf der Jahrhunderte stets den Launen und Neigungen des jeweiligen Herrschers unterworfen war: Die Kapelle wurde mehrmals aufgelöst, aber auch immer wieder neu gegründet und über die Zeiten hinweg den Ansprüchen an Musik, Oper und Repräsentationswillen angepasst und stetig vergrößert. Erst 1602, als Herzog Johann III. seine damals 11 Musiker an die neue Hauptresidenz nach Weimar beorderte, fand das Orchester nach einem wechselhaften Wanderleben von Residenz zu Residenz seinen festen Standort. In den folgenden Jahren prägten Musiker wie Johann Hermann Schein (1615/1616; späterer Leipziger Thomaskantor), Heinrich Schütz (1647), Adam Drese (1652–1662), Georg Christoph Strattner (ab 1695) und Violinvirtuose Johann Paul von Westhoff (ab 1699) für jeweils einige Jahre die Arbeit der Kapelle.
Mit Johann Sebastian Bach (1708–1717) erschien die bis dato bedeutendste Figur jener Epoche der Kapellgeschichte : als Hoforganist, dann auch als Hofkonzertmeister bestellt, hat er zum wachsenden Renommée der Hofkapelle in Weimar und weit darüber hinaus wesentlich beigetragen.
Nach einer erneuten Auflösung der Hofkapelle im Jahr 1735 war es 1756 die kulturaffine Herzogin Anna Amalia, welche das Ensemble als musikalische Trägerinstitution im »Klassischen Weimar« neu begründete. Neben Konzerten begann auch die Theater-Musik, insbesondere Aufführungen von Singspielen und Opern (ab 1780 im Komödienhaus, ab 1791 im Hoftheater) eine wachsende Rolle zu spielen. Unter der Erbgroßherzogin Maria Pawlowna wirkten ab dem 19. Jahrhundert Persönlichkeiten wie der Mozart-Schüler Johann Nepomuk Hummel an der Spitze des Orchesters. Die Rolle der Hofkapelle in und für Weimar belegt auch das Engagement Franz Liszts als Hofkapellmeister (1848–1858), der in Weimar Uraufführungen eigener sinfonischer Werke sowie zahlreicher Kompositionen von Zeitgenossen initiierte, darunter Wagners Lohengrin (1850).
Mit Richard Strauss, der von 1889 bis 1894 Zweiter Kapellmeister in Weimar war, traf erneut ein herausragender Dirigent und Komponist mit der Kapelle zusammen und verhalf ihr zu qualitativem Aufschwung und zu wachsendem Renommee. Strauss leitete in Weimar die Uraufführung seines Opernerstlings Guntram sowie die Uraufführung von Humperdincks Hänsel und Gretel. Darüber hinaus wurden auch seine Orchesterwerke Don Juan, Macbeth und Tod und Verklärung durch die Weimarer Hofkapelle uraufgeführt. 1919 wurde das Orchester zur Weimarischen Staatskapelle ernannt.
Unter Ernst Praetorius (1924–1933) bewiesen der Opernspielplan und die Konzertplanung Aufgeschlossenheit für das experimentelle Gegenwartsschaffen. Durch Hitlers Machtergreifung wurde dieser Entwicklung ein Ende gesetzt. In den folgenden Jahren wurden zahlreiche jüdischstämmige Musiker und Solisten entlassen, kamen in Konzentrationslagern um oder nahmen sich das Leben.
Nach dem Einschnitt des Zweiten Weltkriegs erhielt das Orchester prägende Akzente durch Hermann Abendroth, der bis zu seinem Tod 1956 Generalmusikdirektor und Chefdirigent war. Unter seiner Leitung erlangte eine neu formierte Staatskapelle schnell wieder beachtliche Größe und Qualität. Gerhard Pflüger (1957–1973), Lothar Seyfarth (1973–1979), Rolf Reuter (1979–1980), Peter Gülke (1981–1982), Oleg Caetani (von 1984 bis 1987 als ständiger Gastdirigent) und Hans-Peter Frank waren die Chefdirigenten bis Mitte der 1990er Jahre.
Die politische Wende und das wiedervereinte Deutschland brachten neben sich eröffnenden internationalen Gastspielmöglichkeiten auch die Notwendigkeit einer Neupositionierung mit sich. Hierzu trug wesentlich der Generalmusikdirektor, Chefdirigent und spätere Ehrendirigent George Alexander Albrecht (1996–2002) bei. Er führte die Staatskapelle auch durch das »Kulturstadt«-Jahr 1999 und befestigte den hohen Qualitätsstandard neu. Ihm folgten der Niederländer Jac van Steen (2002–2005), der Amerikaner Carl St. Clair (2005–2008), der Schwede Stefan Solyom (2009–2016) und der Ukrainer Kirill Karabits (2016–2019). Seit Beginn der Spielzeit 2024/25 setzt der kroatische Dirigent Ivan Repušić als Chefdirigent der Staatskapelle Weimar im Konzertbereich künstlerische Akzente und gibt neue Impulse.
Das Konzertangebot der Staatskapelle in ihrer Heimatstadt Weimar besteht aus einer Sinfoniekonzertreihe, aus Sonderkonzerten (u. a. in Kooperation mit dem von Kari Kahl-Wolfsjäger, Bernd Kauffmann, Nike Wagner, seit 2014 von Christian Holtzhauer und seit 2019 von Rolf C. Hemke geleiteten Kunstfest Weimar), aus Film- und Kammerkonzerten, einem umfangreichen Konzertangebot für Kinder und Jugendliche sowie sommerlichen Open-Air-Konzertnächten.
In ihrer Programmgestaltung setzt die Staatskapelle Weimar auf die Kombination einer Pflege ihrer großen Traditionen mit innovativen Aspekten. Zahlreiche CD-Einspielungen spiegeln das sich ständig erweiternde Repertoire des Orchesters von Mozart über Liszt, Wagner, Strauss und Furtwängler bis in die Moderne. Die Alpensinfonie unter Antoni Wit (NAXOS, 2006) wurde mit dem »Editor’s Choice« des Gramophone Magazine ausgezeichnet. Unter Kirill Karabits wurde zuletzt ein Schwerpunkt der CD-Produktion auf das Weimarer Schaffen Franz Liszts (u. a. „Faust“-Sinfonie, „Dante“-Sinfonie, Tasso) gelegt. Die Ersteinspielung von Liszts Operntorso Sardanapalo (2019) erhielt u. a. den »Editor’s Choice« des Grammophone Magazine und den Diapason d’or. Der Live-Mitschnitt einer Aufführung von Prokofjews Kantate zum 20. Jahrestag der Oktoberrevolution in Kooperation mit dem Kunstfest Weimar, ebenfalls unter Karabits’ Leitung, wurde 2019 u. a. mit dem Internationalen Musikpreis ICMA ausgezeichnet.
Die Institution eines „Composer in Residence“ hat seit 2003 mit Christian Jost, Aribert Reimann, Wolfgang Rihm, Krzysztof Penderecki, Valentin Silvestrov und Mark-Anthony Turnage eine Reihe von Gegenwartskomponisten zu regelmäßiger Zusammenarbeit mit der Staatskapelle nach Weimar geführt. Sowohl „Composer“ als auch „Artist in Residence“ war zuletzt in der Saison 2022/23 in insgesamt vier Konzerten der türkische Komponist und Pianist Fazıl Say.
International renommierte Solisten und Dirigenten zählen zu den regelmäßigen Gästen des Orchesters. Tourneen und Gastkonzerte führten in den vergangenen Jahren u. a. nach Japan, Israel, Spanien, Italien, Großbritannien, Österreich und in die Schweiz. In der Saison 2009/10 war die Staatskapelle Weimar u. a. auf einer 14-tägigen Deutschland-Tournee mit dem Geiger David Garrett unterwegs. Im Frühjahr 2018 gastierte das Orchester unter der Leitung von Kirill Karabits vier Wochen lang mit insgesamt 18 Konzerten in 17 Städten der USA. Regelmäßig ist die Staatskapelle Weimar zudem in den großen Konzertsälen Deutschlands wie dem Gasteig München, der Liederhalle Stuttgart, dem Festspielhaus Baden-Baden, der Meistersingerhalle Nürnberg, der Kölner Philharmonie, der Berliner Philharmonie, der Elbphilharmonie Hamburg sowie bei bedeutenden Festivals zu Gast.
Neben seiner Konzerttätigkeit garantiert das derzeit aus 95 Musikern bestehende Orchester auch die Fortführung der spätromantischen Operntradition am Deutschen Nationaltheater Weimar / Staatstheater Thüringen. Die Staatskapelle Weimar trägt dazu bei, dass zahlreiche Opernproduktionen deutschlandweit Aufsehen und Interesse erregen. Dazu zählten unter anderem der »ring in weimar« (2006–2009, musikalische Leitung: Carl St. Clair, Martin Hoff; Regie: Michael Schulz; Wagners kompletter Ring war auch in der Spielzeit 2010/11, diesmal als „erweiterter“ Zyklus in Kombination mit Tristan und Isolde, in Weimar zu erleben), die Wiederentdeckung von Paul Dessaus Lanzelot (2019, musikalische Leitung: Dominik Beykirch, Regie: Peter Konwitschny) sowie diverse Uraufführungen, darunter Siegfried Matthus’ Die unendliche Geschichte (2005), Ludger Vollmers The Circle (2019) und missing in cantu – eure paläste sind leer von Johannes Maria Staud und Thomas Köck (2023).
Zum Auftakt der Triennale der Moderne am 26. September 2019 in Weimar gab es gemeinsames Konzert der Staatskapelle Weimar und des A-cappella-Ensembles Maybebop mit deren Bass-Sänger Christoph Hiller aus Weimar in der Weimarhalle.

## Das Weimarer Modell
Als im Zuge der ersten Umgestaltung der Kulturlandschaft Thüringens im Jahre 2002/03 seitens der Thüringer Landesregierung die Auflösung des Deutschen Nationaltheaters umgesetzt werden und eine Fusion mit dem Theater Erfurt herbeigeführt werden sollte (die Staatskapelle Weimar sollte von der Auflösung verschont bleiben und den Opern-Neubau Erfurts bespielen, bzw. komplett nach Erfurt umziehen), kam es zu einem Kulturkampf des DNT, unterstützt von großen Teilen der Weimarer Bevölkerung gegen die Pläne der Thüringer Landesregierung, insbesondere des damaligen Kultusministeriums. Erfurt hatte zu diesem Zeitpunkt auf Grundlage eines Stadtratsbeschlusses seine Schauspielsparte und sein Kinder- und Jugendtheater geschlossen. Stattdessen wurde 2003 ein kostspieliger Opernneubau errichtet. Gegen eine Fusion sprach auch, dass die bereits zuvor zwischen den Theatern Gera und Altenburg vollzogene Fusion nicht zu den am grünen Tisch entwickelten Optimierungseffekten geführt hatte.
Die Regierung drohte mit einer „Lösung“ per Gesetz, das Theaterensemble wies wiederum bei jedem Auftritt – auch und insbesondere außerhalb Weimars – auf das mögliche Ende des Traditions-Kulturbetriebes hin und suchte erfolgreich die Unterstützung der deutschen und internationalen Presse, die teilweise harsche Kritik am Konfrontationskurs der Regierung übte. Der von der Landesregierung angesichts der bundesweiten und internationalen Solidarisierung mit Weimar vorgeschlagene Kompromiss, die Auflösung könne eine Zeit lang durch das Bespielen des Erfurter Stadttheaters (Arbeitstitel: Theater-„Fusion“ Weimar-Erfurt) aufgefangen werden, wurde abgelehnt. Eine deutschlandweit bis heute einmalige Übereinkunft in Weimar löste die Probleme: Das Weimarer Modell. Dieses beinhaltete (2003–2008):
- die wirtschaftliche Autonomisierung des Theaters durch die Umwandlung des städtischen Eigenbetriebes in eine selbständige GmbH und damit einhergehend die Stärkung der Verantwortung der Theaterleitung,
- die Einsetzung eines Geschäftsführers, der gemeinsam mit dem Generalintendanten das Theater leitet sowie nach außen und innen vertritt,
- den Austritt aus dem Kreislauf steigender Tarife bei gleich bleibenden oder abgesenkten Subventionen und mithin sinkenden künstlerischen und Personalbudgets,
- die damit verbundene auch materielle Stärkung der künstlerischen Prozesse,
- die Flexibilisierung der Strukturen am Theater als Resultat der Suche nach den künstlerisch und gleichzeitig wirtschaftlich erfolgreichsten Prozessen,
- die Stärkung der Eigenverantwortlichkeit des Theaters als Unternehmen und darin jedes einzelnen Mitarbeiters,
- den Erhalt aller Ensembles und Sparten.

Das Weimarer Modell war gleichzeitig ein Reform- und ein Solidarmodell. Durch strukturelle Reformen sollten mehr Freiräume und Ressourcen für künstlerische Prozesse ermöglicht werden. Es sollte dabei nicht um einseitige Gehaltskürzungen gehen, sondern um den freiwilligen Verzicht aller Mitarbeiter auf lineare Tariferhöhungen. Dieser finanzielle Verzicht sollte der Anschubfinanzierung für Reformen dienen, wodurch wiederum die Wirtschaftskraft des Theaterbetriebes gestärkt werden sollte. Kompensiert wurde dieser Verzicht durch die Gewährung von Bestandsschutz für die bestehenden Arbeitsplätze sowie die Beteiligung am wirtschaftlichen Erfolg des Theaters, indem sie einen Ausgleich erhalten, der sich nach der Ertragslage des Theaters richtet.

## Finanzierung
Im Rahmen der 2007 vom Thüringer Kultusministerium beabsichtigten Restrukturierungs- und Kürzungsmaßnahmen für die Thüringer Theaterlandschaft konnte das Nationaltheater Weimar aufgrund von Protestaktionen und zielgerichteter Verhandlungsführung zum 1. Januar 2008 den Status eines Staatstheaters erlangen. Damit hat der Freistaat Thüringen die Mehrheit an den Gesellschaftsanteilen (79 %) des Theaters erworben, während die Stadt Weimar eine Minderheitsbeteiligung einging (21 %). Mit der neuen Finanzierung des Staatstheaters lief das Weimarer Modell planmäßig zum 31. Dezember 2008 aus. Zum 1. Januar 2009 traten Theater und Orchester wieder in die Tarife ein.
Das Einspielergebnis des DNT ist in den letzten Jahren kontinuierlich gewachsen und liegt inzwischen bei ca. 14 %. Es zählt damit zu den Theatern mit der höchsten Einspielquote in den neuen Bundesländern. Mit jährlich ca. 20.000 € unterstützt der Förder- und Freundeskreis Deutsches Nationaltheater und Staatskapelle Weimar u. a. die Kinder- und Jugendarbeit des Jungen DNT, Programminitiativen einzelner Künstler, Vorhaben, die innerhalb der regulären Haushaltsplanung nicht realisiert werden können, technische Investitionen oder den Kauf von Eintrittskarten für Kinder aus Familien mit Unterstützungsbedarf, aus Kinderheimen oder geflüchteten Familien. Auf dessen Initiative hin wurde 2001 auch die Stiftung Deutsches Nationaltheater und Staatskapelle Weimar als gemeinnützige Bürgerstiftung ins Leben gerufen wurde. Das Deutsche Nationaltheater und die Staatskapelle sollen in ihrer künstlerischen Arbeit, bei der Verbesserung der Spielstätten und der Intensivierung der Öffentlichkeitsarbeit unterstützt werden. Daneben hat das Theater die sogenannte Stuhlpatenschaft angeboten, bei der für eine Spende von 512 Euro an die Stiftung ein Stuhl im Zuschauerraum mit dem Namen des Spenders versehen wurde.